# メルセデス・ベンツ・SSKL
メルセデス・ベンツ・SSKL（W06 RS）は、ダイムラー・ベンツが1931年に製造されたレーシングカーである。メルセデス・ベンツ・Sシリーズ（W06）の最後のモデルにあたり、先代のメルセデス・ベンツ・SSKを軽量化し、レース専用車として製作された。

## 開発の経緯
SSKLは、SSKの進化版として、重量を軽減し、かつ出力を増したモデルとして1931年からレースに投入することを目論んで開発された。開発の端緒として、高出力ではあっても重い従来のSSとSSKでは、ブガッティ・タイプ35やアルファロメオ・P2のような元から軽量で改良により高出力化されつつあったライバルたちに対抗することが難しくなったという当時のレースにおける状況がある。
SS/SSKまでSシリーズの開発を担っていたフェルディナント・ポルシェは1928年限りでダイムラー・ベンツを去ったため、SSKLの開発は合併前のベンツ社の技術主任でダイムラー・ベンツではポルシェと同格の技術部長だったハンス・ニベルが引き継いだ。二ベル、フリッツ・ナリンガーといったベンツ出身者が開発の中心となったことで、主眼である軽量化には合併前のベンツ色を感じさせる手法が用いられている（→#軽量化の手法）。
そうして開発が進められていたものの、当時のダイムラー・ベンツは、1929年に米国で始まった世界大恐慌の余波により、1930年の売上高が前年のおよそ半分となる6880万ライヒスマルクにまで落ち込むという苦境の中にあった。そこで、同社の取締役会は1930年限りでモータースポーツ活動（ワークス活動）を中止することを決定し、開発中だった「1931年用車両」のSSKLには開発中止の命令が下された。
しかし、ダイムラー・ベンツのワークスチームを監督として率いていたアルフレート・ノイバウアの嘆願により、本社からのサポートを削減することと引き換えに、SSKLはごく限られたプライベーター向けに供給されることになった。

### 製造台数
SSKLは一般向けには販売されず、通常の販売カタログにも載っていなかったが、その価格は4万ライヒスマルクと公称されている。これは3万ライヒスマルク強という価格設定で市販されていた通常のSSKと比べても高価な価格設定となる。
SSKLは製造された当時、「SSK Model 1931」と呼ばれており、製造記録上は通常のSSKと区別されていなかった。また、SSKからSSKL仕様にコンバートされた車両もあるとされる。こうした改装は体系的に記録されなかったため、SSKLの正確な製造台数は不明だが、最初からSSKLとして製造された車両としては4台が存在したと考えられている。
この4台の内の2台はワークスチーム用に確保され、ルドルフ・カラツィオラとハンス・シュトゥックがそれぞれレースとヒルクライムに使用した。3台目はバルテンシュタイン伯爵が入手して、自家用として用いられた。4台目はハンス・フォン・ツィンマーマン男爵が入手し、この車両は男爵のいとこで当時は駆け出しのレーシングドライバーだったマンフレート・フォン・ブラウヒッチュがレースで使用した。

## 名称
「SSKL」は、SSKに「Der Leichterte Ausführung」（軽量版）を意味する「L」を加えたもので、「ドイツ語: Supersport Kurz Leicht」（SSKライヒト）を意味する。
前記したように、製造当時のダイムラー・ベンツ社内での呼称は「SSK Model 1931（1931年型SSK）」で、「SSKL」という呼称が与えられたのは1932年のことになる。
市販車ではないため仕様による呼び名が用いられることはあまりないが、仕様からの名称は「27/240/300PS」となる。

## 車両の特徴

### 軽量化の手法
SSKLはSSKと比較して200 kgほど軽量化されている。これは車体各所に軽減孔を開けるという手法で達成されたものである。
この手法はダイムラー・ベンツと合併する以前にベンツ社でよく行われていた方法で、ベンツ出身のハンス・ニベルが開発の責任者となった影響だと考えられている。

### エンジン
エンジンの開発はアルベルト・ヘスが責任者として手掛け、エンジン本体の圧縮比を高めるとともに、スーパーチャージャーのコンプレッサーの回転速度を上げることで出力を向上させた。その実現のためにルーツブロワーの過給容量を拡大させており、ブロワーの全高は目に見えて高くなっている。
通常のSシリーズでは、スロットルペダルを底まで踏み込むことでスーパーチャージャーが作動する仕組みとなっているが、SSKLはステアリングコラム下のレバーでオン・オフの操作が可能となっており、より柔軟に作動させることができた。

## SSKLストリームライナー
SSKLストリームライナー（ドイツ語: SSKL-Stromlinienwagen）は、SSKLに高速走行用の流線形のボディを適用したもので、ボディ形状は空気力学の専門家であるラインハルト・フォン・ケーニッヒ＝ファクセンフェルトによって設計された。この形状のSSKLの最高速は時速251 kmに達したとされる（通常のSSKLの最高速は時速232 km）。
マンフレート・フォン・ブラウヒッチュが自身のSSKLで1932年のアヴスレンネンに参戦する際に改造された。よく知られているのはその時の車両だが、若干異なる仕様のボディも製作され、ボディの仕様は少なくとも2種類あったと言われている。主に車体のテール（尾部）が異なっており、ひとつはケーニッヒ＝ファクセンフェルトの設計による仕様で、車体底部が後車軸から尾部にかけて大きく跳ね上げられており、最後部の尖った先端が高い位置にある。これは車体後部で揚力（リフト）が発生しないようにすることを狙ったものだと考えられている。ブラウヒッチュがアヴスレンネンで乗った車両はこちらの仕様にあたる。
もうひとつは1933年にダイムラー・ベンツ社内で考案されたもので、車体後部の上面はなだらかに下向きとなってすぼまるという形状をしている。これは高速走行においてハンドリングに困難を来たしただろうと考えられている。

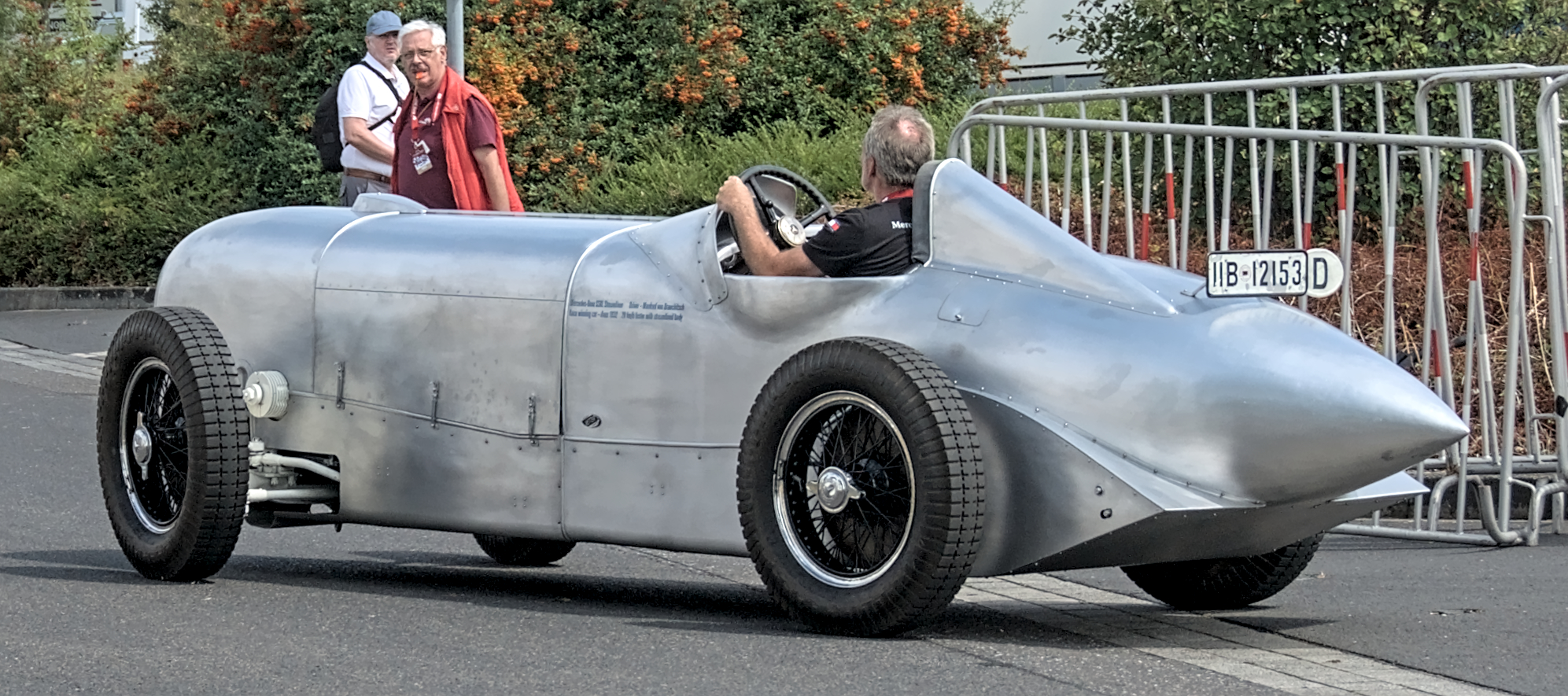
SSKLストリームライナーのレプリカ。ケーニッヒ＝ファクセンフェルトが設計した仕様で再現されており、尾部が高い位置にある。

## 特筆されるレース

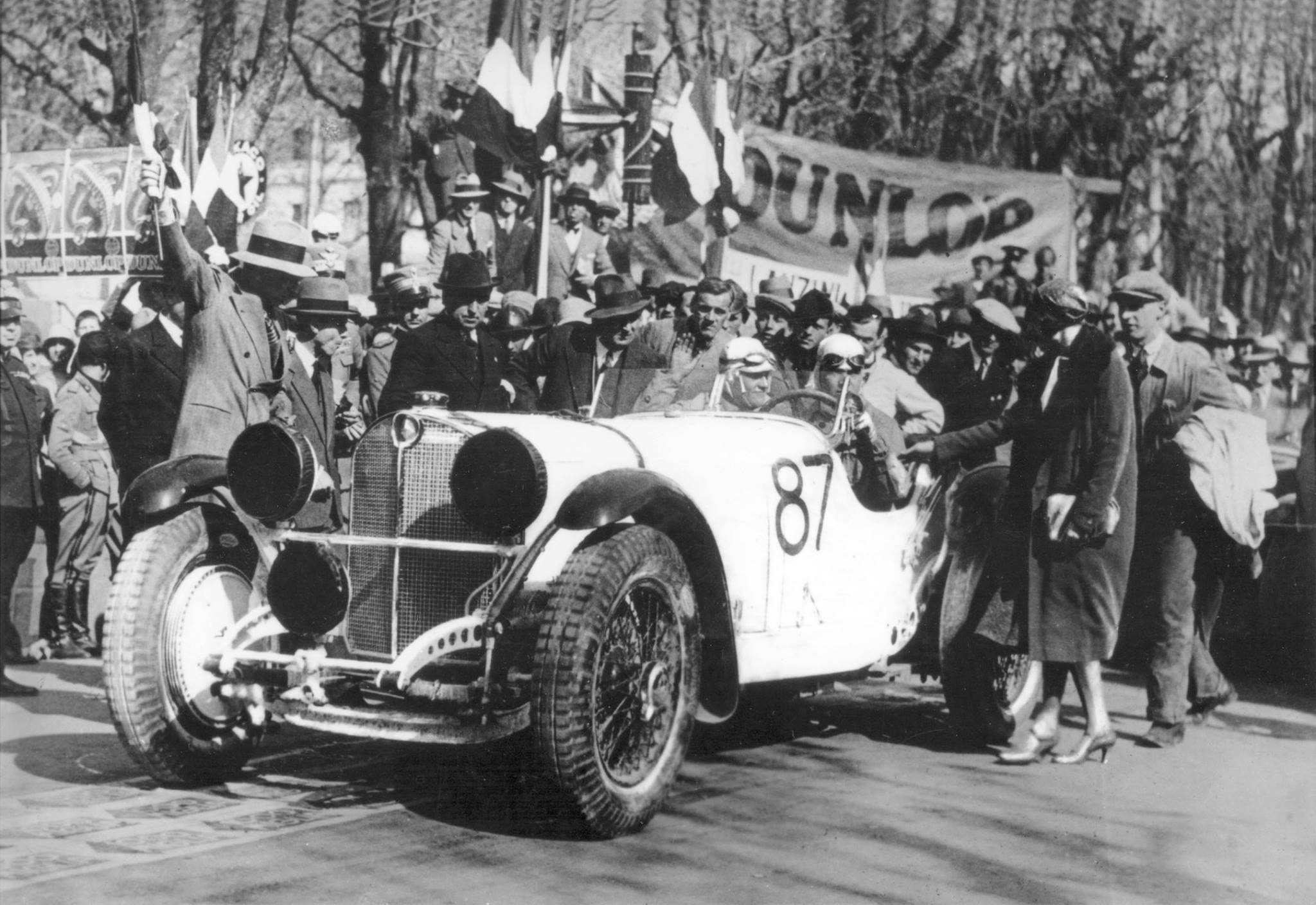
1931年ミッレミリア

- 1931年ミッレミリア

SSKLはこのレースを含め、1931年にアイフェルレンネン、ドイツグランプリ、アヴスレンネンでも優勝した。
- AIACRヨーロッパヒルクライム選手権（スポーツカー部門）

1931年にカラツィオラとSSKLが出走した5戦で5勝し（選手権自体は全8戦）、チャンピオンタイトルを獲得した。
翌1932年は、カラツィオラはアルファロメオに移籍し、ハンス・シュトゥックがSSKLを駆ってチャンピオンタイトルを獲得した。
- 1932年アヴスレンネン

## 現存車両
2台のワークス車両の内、少なくとも1台は1944年時点でダイムラー・ベンツのファクトリー内に存在した（写真が残っている）。しかし、その記録を最後に以降の消息は不明となっている。
その後もダイムラー（当時）も半世紀以上に渡って現存車両を持っていなかったため、2010年代に過去の資料や写真を基にしてSSKLストリームライナーのレプリカが製作された。